# Nils Kreuger

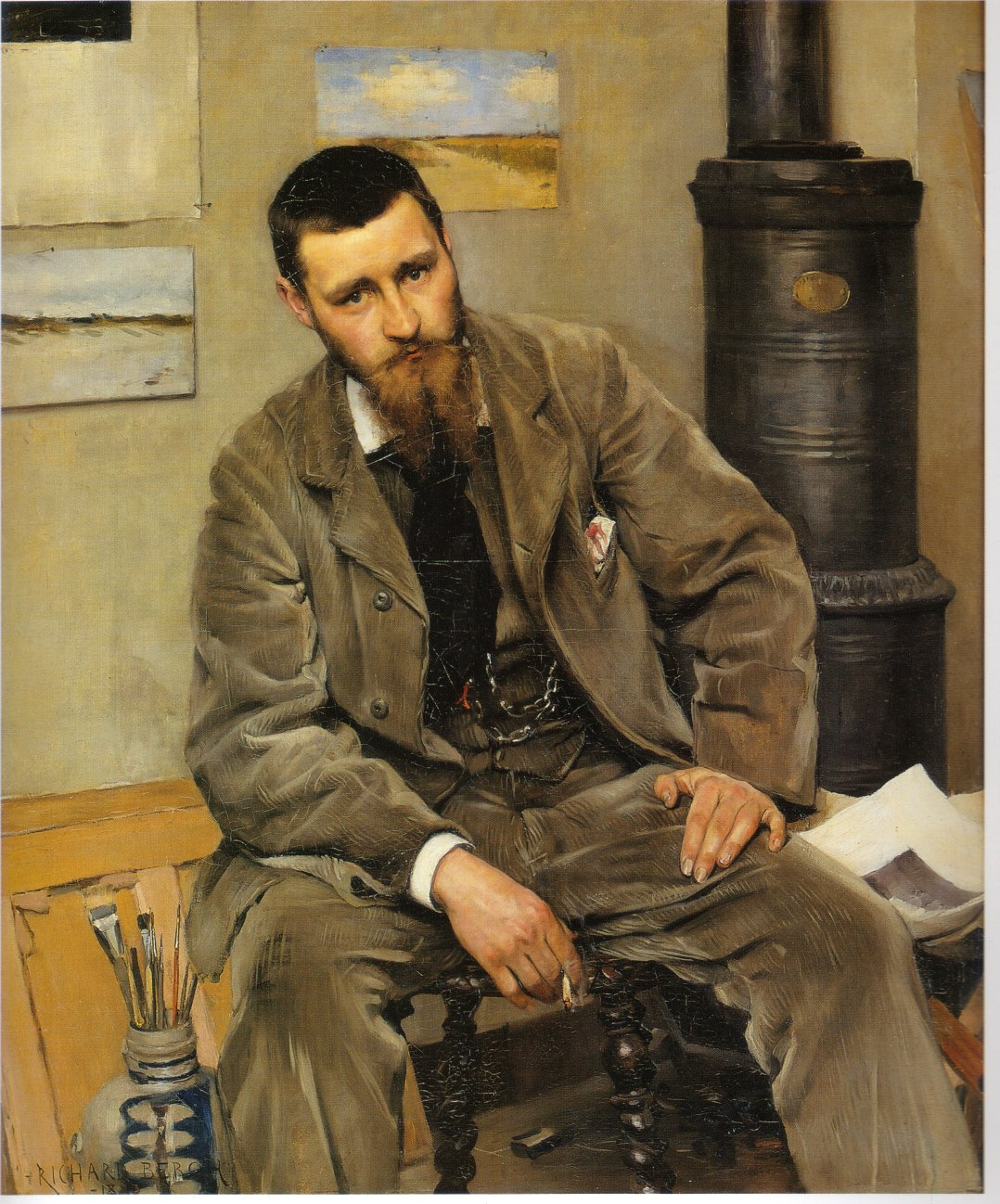
Nils Kreuger, door Richard Bergh,1883

Nils Edvard Kreuger (Kalmar, 11 oktober 1858 – Stockholm, 11 mei 1930) was een Zweeds kunstschilder. Hij schilderde aanvankelijk in de stijl van het impressionisme, later in die van het synthetisme.

## Leven en werk
Kreuger ging in 1874 studeren aan de principskolan, een voorbereidende studie voor de Zweedse kunstacademie te Stockholm, waar hij bevriend raakte met Karl Nordström en Richard Bergh. Om gezondheidsredenen moest hij zijn studie in 1878 staken. Van 1881 tot 1887 verbleef hij in Frankrijk, waar hij beïnvloed werd door het impressionisme. Aanvankelijk verbleef hij in Parijs, waar hij exposeerde in de Parijse salon en in de leer ging bij Jean-Paul Laurens. Later werkte hij met diverse andere Scandinavische schilders (Nordström, Bergh, Larsson, Krogh) in een kunstenaarskolonie te Grez-sur-Loing, waar hij zich toelegde op het pleinairisme. Hij maakte in deze periode ook een reis naar Nederland. Na zijn terugkeer naar Zweden werd hij lid van de Konstnärsförbundet, een kunstenaarsvereniging die zich verzette tegen conservatieve academische opvattingen van de Zweedse Academie.
In 1892 vestigde Kreuger zich te Varberg, waar hij opnieuw samenwerkte met Karl Nördstrom en Richard Bergh. Met hen richtte hij de Varberg-school op, een 'vereniging voor het Zweedse symbolisme'. Rond die tijd begon zijn schilderstijl te verschuiven van het impressionisme naar het synthetisme, mede onder invloed van het werk van Paul Gauguin en vooral Vincent van Gogh. Hij schilderde voornamelijk landschappen, vaak met dieren, in deze periode vaak met brede penseelstreken, met veel aandacht voor de weergave van het noordse licht.
In 1899 verhuisde Kreuger naar Stockholm, maar in de zomers schilderde hij vaak op het platteland van Öland. Zijn latere werk toont duidelijk meer oog voor detail. Hij werkte ook als affiche-tekenaar en illustrator.
Kreuger overleed in 1930, op 71-jarige leeftijd. Zijn werk is onder andere te zien in het Nationalmuseum en de Waldemarsudde te Stockholm, en in het Göteborgs Kunstmuseum.

## Galerij

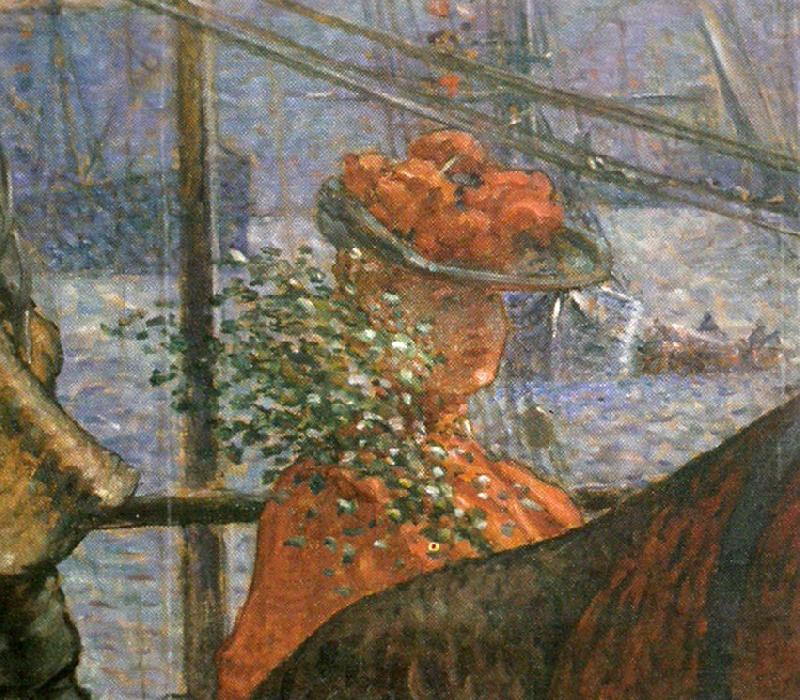
Midzomer
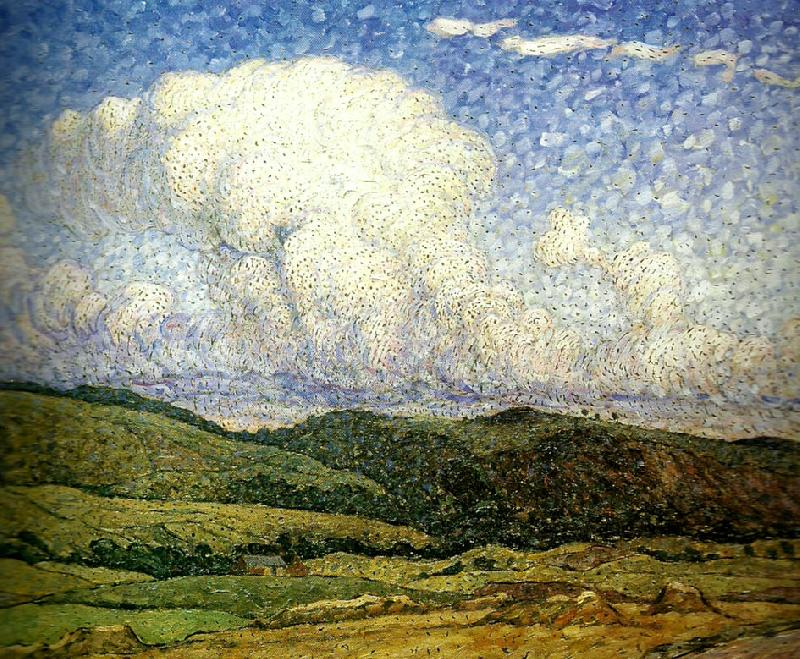
Zonovergoten wolken
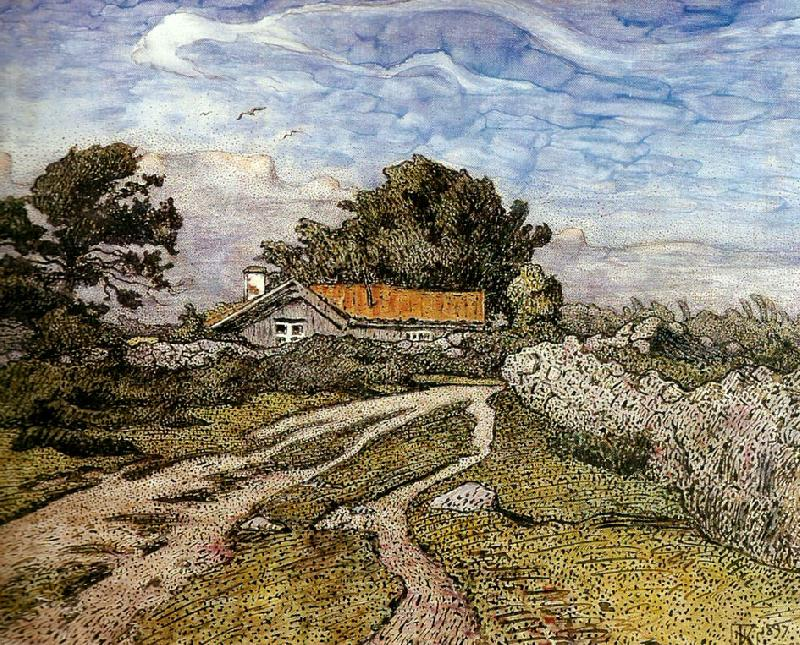
Landschap in Kalmar
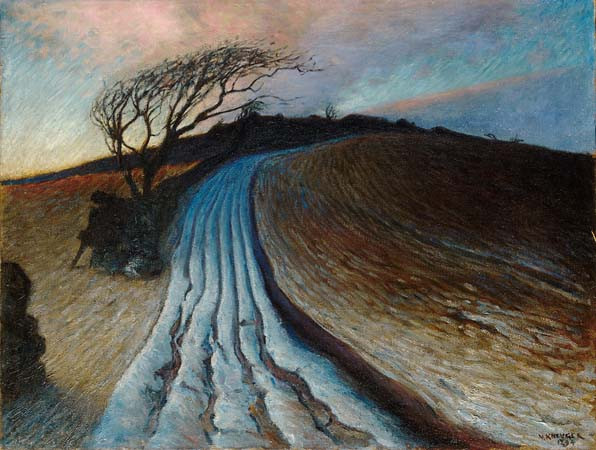
Noorderlicht
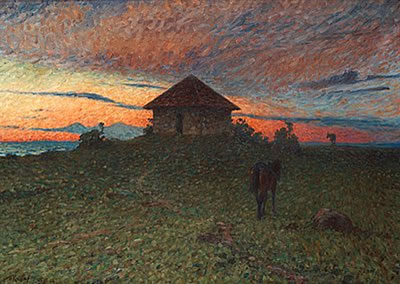
Avondlandschap met paard
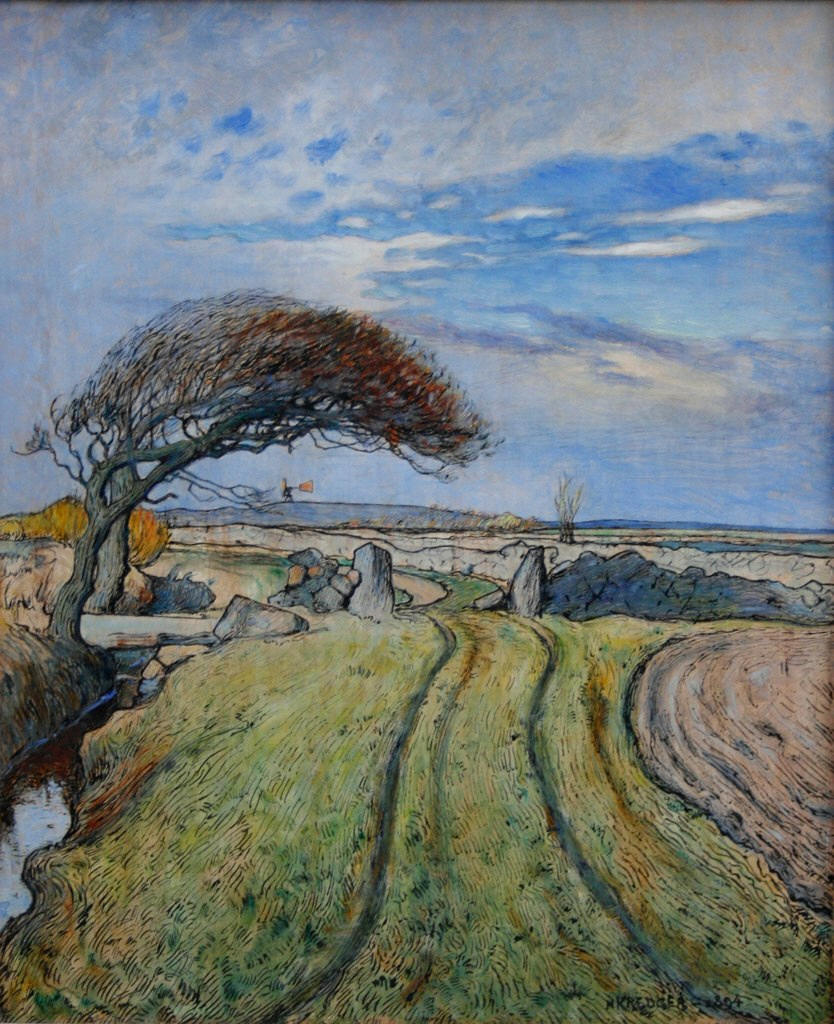
Lente in Holland
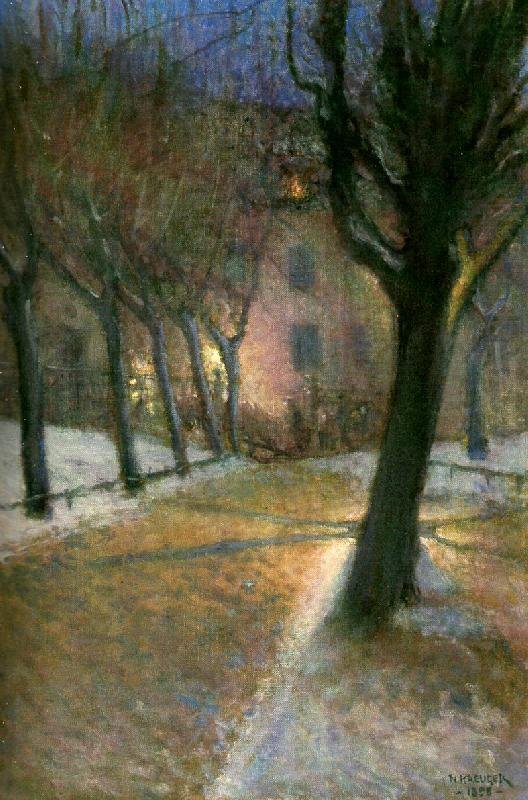
Maria Kyyrkogard
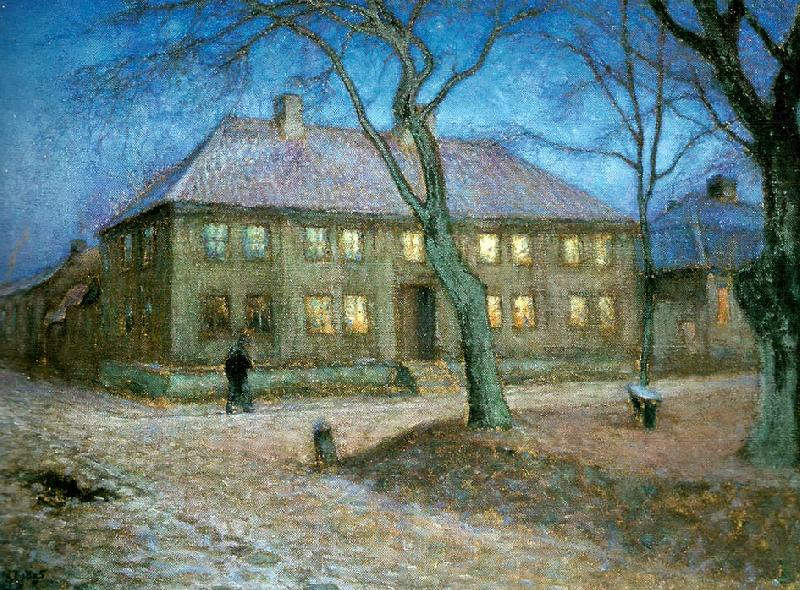
De oude school
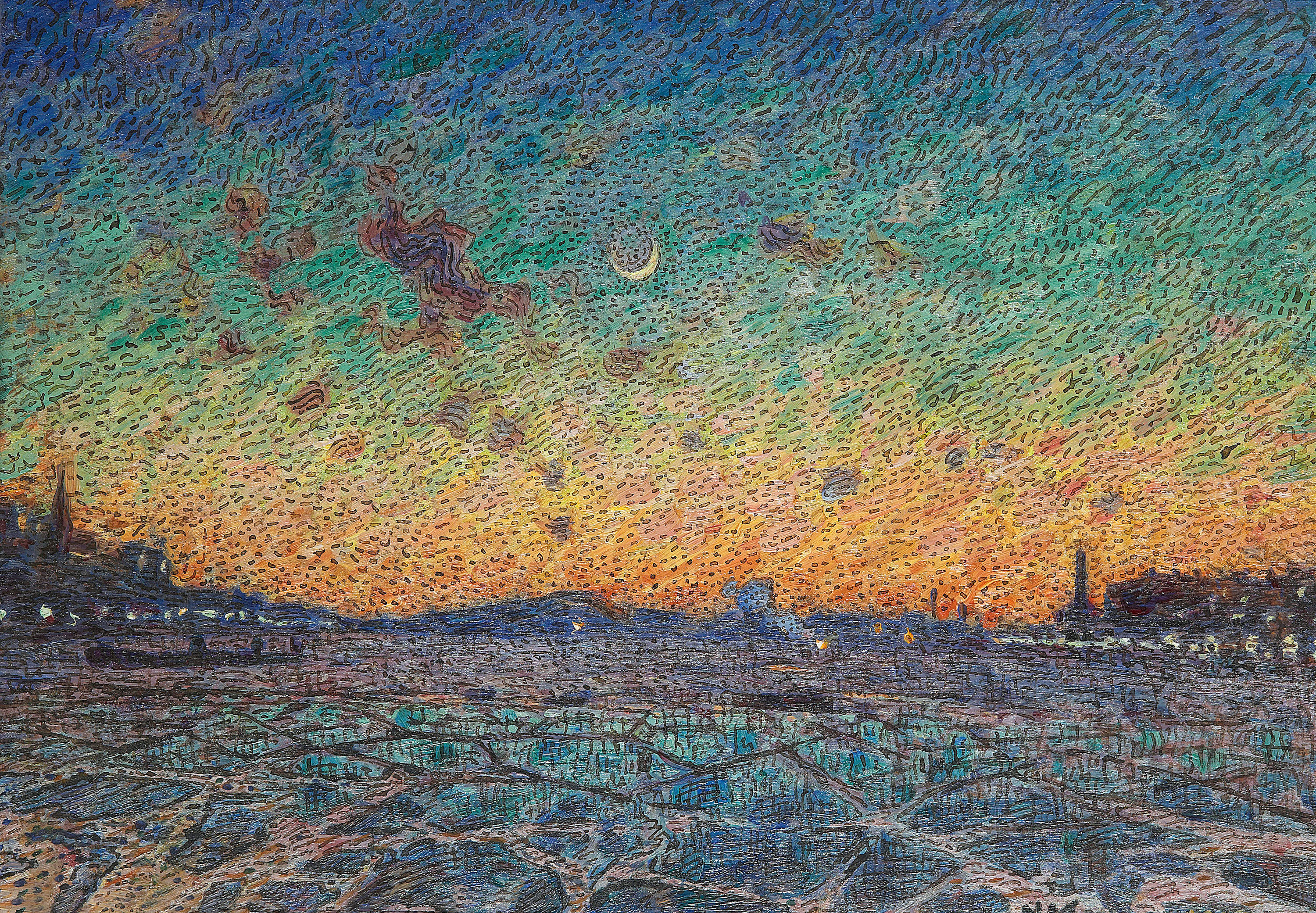
Avond in maart (Riddarfjärden)
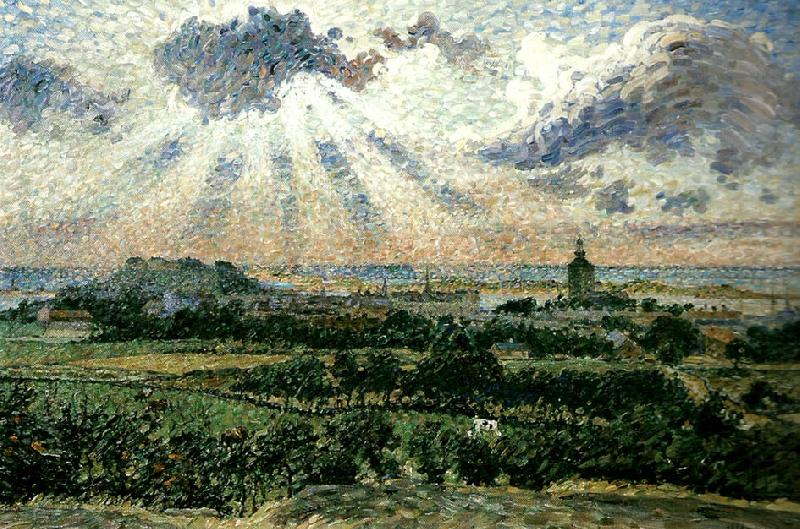
De kuststad Valberg